# Pénzed vagy életed
A Pénzed vagy életed (eredeti cím: Get Rich or Die Tryin') 2005-ben bemutatott amerikai filmdráma, melyet Jim Sheridan rendezett.
A film 50 Cent életét dolgozza fel, aki színészi debütálásaként a főszerepet is eljátszotta. További szerepekben Terrence Howard, Adewale Akinnuoye-Agbaje, Joy Bryant és Omar Benson Miller tűnik fel. A film eredeti címe utalás 50 Cent legelső albumára. 
Az Amerikai Egyesült Államokban 2005. november 9-én mutatták be. Bevételi és kritikai szempontból sem lett sikeres, bírálói leginkább az eredetiséget hiányolták a történetből.

## Szereplők
| Színész                  | Szerep                | Magyar hang     |
| ------------------------ | --------------------- | --------------- |
| 50 Cent                  | Marcus                | Papp Dániel     |
| Marc John Jefferies      | Marcus gyerekként     | Jelinek Márk    |
| Adewale Akinnuoye-Agbaje | Majestic              | Incze József    |
| Joy Bryant               | Charlene              | Böhm Anita      |
| Omar Benson Miller       | Keryl                 | Szvetlov Balázs |
| Tory Kittles             | Justice               | Sörös Miklós    |
| Terrence Howard          | Bama                  | Damu Roland     |
| Ashley Walters           | Antwan                | Vári Attila     |
| Viola Davis              | Viola Greer nagymama  | Illyés Mari     |
| Sullivan Walker          | Wesley Greer nagypapa | Varga Tamás     |
| Serena Reeder            | Katrina               | Törtei Tünde    |
| Bill Duke                | Levar                 | Gruber Hugó     |
| Michael Miller           | Dangerous             | Dolmány Attila  |
| Benz Antoine             | Ray Wilmore           | Kapácsy Miklós  |

## Fordítás
- Ez a szócikk részben vagy egészben  a   Get Rich or Die Tryin' (film) című angol Wikipédia-szócikk fordításán alapul.  Az eredeti cikk szerkesztőit annak laptörténete sorolja fel. Ez a jelzés csupán a megfogalmazás eredetét és a szerzői jogokat jelzi, nem szolgál a cikkben szereplő információk forrásmegjelöléseként.